# Spelkassett

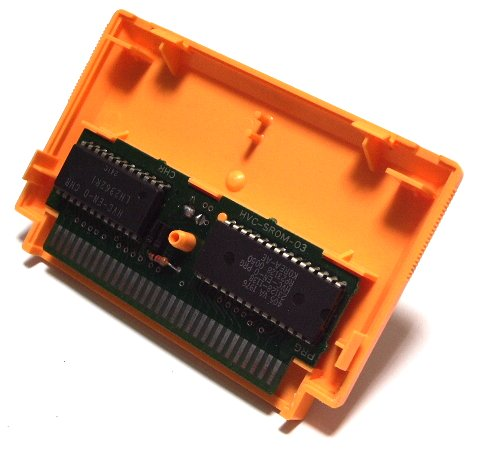
Insidan av en Famicom-kassett.

Spelkassett (engelska: cartridge) är en form av insticksmodul som kan innehålla till exempel ett läsminne som används for att lagra och distribuera datorprogram, främst spel, till hemdatorer och spelkonsoler. Spelkassetter för datorspel finns i många former och utseenden, gemensamt för dem är att själva spelet lagras i en minneskrets som sitter fäst vid någon form av kretskort, minneskretsen och kretskortet är inneslutna i ett skyddande plasthölje som gör det möjligt att förhållandevis snabbt och enkelt byta spel i därtill avsedd spelmaskin. Spelkassetterna dominerade från mitten av 1970-talet till mitten av 1990-talet. Andra former av utbytbara lagringsmedium för spel är disketter, CD-skivor och DVD-skivor.
Numera brukar spelkonsoler använda CD-, DVD- eller Bluray-skivor istället för kassetter, men Nintendo och Sony använder dem fortfarande till sina bärbara konsoler Nintendo 3DS och Playstation Vita.
Spelkassetter används bland annat till följande spelenheter:

## Atari
- [1]Atari 2600
- Atari 5200
- Atari 7800
- Atari Lynx
- Atari Lynx II
- Atari XEGS

## Commodore
- VIC-20
- Commodore 64
- Commodore 128
- Commodore Plus/4
- Commodore 16
- C64GS

## Nintendo
- Nintendo Entertainment System
- Super Nintendo Entertainment System
- Virtual Boy
- Nintendo 64
- iQue
- Game Boy
- Game Boy Pocket
- Game Boy Color
- Game Boy Advance
- Game Boy Advance SP
- Game Boy Micro
- Nintendo DS
- Nintendo DS Lite
- Nintendo DSi
- Nintendo 3DS
- Nintendo Switch

## SEGA
- Sega Master System
- Sega Mega Drive
- Sega 32X
- Sega Game Gear

## Sony
- Playstation Vita

## Texas Instruments
- TI-99/4A